# Pont de Bubas
El Pont de Bubas és un passatge subterrani situat a la ciutat de Puebla, en Puebla, Mèxic. Pertany a una xarxa de túnels descoberta en 2014, que presumptament té entre 350 i 500 anys d'antiguitat i data de temps de la Colònia. Va ser inaugurat al públic el 22 de desembre de 2015.

## Història
El 1692, Anastacio Luis Salcedo Coronel i Benavides, llavors alcalde de la ciutat de Puebla va fundar amb la seva esposa un hospital per a la curació de la sífilis, en aquesta època denominada com bubas o mal francès. L'hospital es va situar en l'actual estacionament del Centre Comercial Paseo de San Francisco. Per comunicar a la ciutat amb l'hospital, es va construir un pont que va ser anomenat "Puente del Hospital de las Bubas", encara que va rebre altres noms com "Puente de Carrillo" o "Puente de Captura".

### Troballa
Durant les obres de construcció d'un pas deprimit, el govern local va trobar indicis d'una xarxa de túnels sota la ciutat. Aquest sistema subterrani havia estat considerat com una llegenda urbana, fins que es van localitzar els passatges, amb una possible antiguitat que oscil·la entre els 300 i els 500 anys.
Es calcula que el sistema de túnels té una extensió de 10 quilòmetres. Es van trobar entrades a la xarxa a la zona dels Forts de Loreto i Guadalupe, així com altres punts del Centre Històric de Puebla. S'estima que els túnels van ser utilitzats com a "carreteres ocultes" per als membres de la classe alta de la societat colonial.
El cost de rehabilitació del pont va ser de 5 milions 872 mil pesos mexicans. Va obrir les portes al públic el 22 de desembre de 2015. Va rebre més de mil visitants en la seva inauguració.